# British Rail 311 sorozat
A British Rail 311 sorozat, korábbi nevén az AM11 sorozat, egy angol háromrészes 25 kV 50 Hz-es váltakozó áramú villamosmotorvonat-sorozat volt. 1967-ben összesen 19 motorvonatot gyártott a Cravens. Az 1967-ben villamosított Glasgow-Gourock és Wemyss Bay vonalra kerültek. A sorozatot 1999-ben selejtezték. 2002-ben egy egységet a Summerlee Heritage Park-nak adományoztak.